# Ralf Rummer
Ralf Rummer (* 1962) ist ein deutscher Psychologe.

## Leben
Er studierte Psychologie. Er wurde 1995 an der Universität Mannheim promoviert und 2003 habilitierte er sich an der Universität des Saarlandes. Von 2008 bis 2018 lehrte er als Professor für Allgemeine Psychologie und Instruktionspsychologie an der Universität Erfurt. Seit März 2018 leitet er das Fachgebiet Allgemeine Psychologie an der Universität Kassel.
Seine Forschungsinteressen sind angewandte Kognitionspsychologie (z. B. wünschenswerte Erschwernisse beim Lernen, Lernen mit Multimedia), Psycholinguistik (z. B. Satzbehalten, Sound Symbolism) und Gedächtnispsychologie (z. B. verbales Arbeitsgedächtnis).

## Schriften (Auswahl)
- Kognitive Beanspruchung beim Sprechen. Weinheim 1996, ISBN 3-621-27347-6.